# The One That Got Away (singel Katy Perry)
„The One That Got Away” to piosenka amerykańskiej artystki Katy Perry. Utwór został napisany przez Katy Perry, Dr. Luke, Maxa Martina, a został wyprodukowany przez Dr. Luke i Martina. „The One That Got Away” jest pop balladą o średnim tempie. Opowiada ona o utraconej miłości. Piosenka została wydana jako szósty singiel z drugiego albumu Perry pt. Teenage Dream.

## Teledysk
28 września 2011 r. Capitol Records ogłosiło magazynowi Billboard, że klip „The One That Got Away” będzie nagrywany „w najbliższych dniach”. Perry rozpoczęła nagrywanie zdjęć do teledysku w dniu 30 września 2011 r. Trwały one do 2 października 2011 roku. W nim meksykański aktor Diego Luna zagrał chłopaka Perry. Zdjęcia z planu przedstawiają Katy jako starą kobietę. Teledysk został wyreżyserowany przez Florię Sigismondi, która wyreżyserowała teledysk do „E.T.”. Oficjalna premiera teledysku odbyła się 11 listopada 2011 r.

## Wykonania na żywo
Piosenka wchodziła w skład tracklisty trasy koncertowej California Dreams World Tour i The Prismatic World Tour. Została też wykonana podczas półfinału brytyjskiej edycji X Factor.

## Lista odtwarzania
- Digital download

1. „The One That Got Away” – 3:47

- Promo - CD single

1. „The One That Got Away” – 3:49
2. „The One That Got Away” (Instrumental) - 3:49

- Remixes - Promo - Digital

1. „The One That Got Away” (7th Heaven Club Mix) – 8:03
2. „The One That Got Away” (7th Heaven Dub Mix) – 6:04
3. „The One That Got Away” (7th Heaven Mixshow Edit) – 5:51
4. „The One That Got Away” (7th Heaven Radio Mix) – 4:27
5. „The One That Got Away” (JRMX Club Mix) – 8:12
6. „The One That Got Away” (JRMX Mixshow Edit) – 6:31
7. „The One That Got Away” (JRMX Radio Edit) – 4:19
8. „The One That Got Away” (Mixin Marc & Tony Svejda Peak Hour Club Mix) – 5:44
9. „The One That Got Away” (Mixin Marc & Tony Svejda Mixshow Edit) – 4:43
10. „The One That Got Away” (Mixin Marc & Tony Svejda Radio Edit) – 3:53

## Personel
- tekst piosenki – Katy Perry, Lukasz Gottwald, Max Martin
- producent – Lukasz Gottwald, Max Martin
- wokal – Katy Perry

## Pozycje na listach
| Lista przebojów (2011)                                 | Najwyższa pozycja |
| ------------------------------------------------------ | ----------------- |
| Austria (Media Control AG)                             | 19                |
| Brazylia (Billboard Brasillia)                         | 7                 |
| Czechy (IFPI)                                          | 46                |
| [A] Estonia (Eesti Top 40)                             | 2                 |
| Litwa (M1 FM)                                          | 19                |
| Francja (SNEP)                                         | 44                |
| [A] Francja (Nilsen Company)                           | 19                |
| Grecja (ΕΕΠΗ)                                          | 48                |
| Holandia (Mega Singles)                                | 21                |
| Irlandia (IRMA)                                        | 13                |
| Islandia (Tónlist)                                     | 15                |
| Kanada (Billboard Canadian)                            | 3                 |
| Libia (NRJ Lebonon)                                    | 7                 |
| Litwa (M1 FM)                                          | 19                |
| [A] Łotwa (Lanet)                                      | 28                |
| Niemcy (Media Control AG)                              | 43                |
| Polska (APCCHART)                                      | 41                |
| [A] Polska (ZPAV)                                      | 21                |
| Słowacja (IFPI)                                        | 11                |
| Słowenia (Official Singles Charts)                     | 3                 |
| Szkocja (The Official Charts Company)                  | 12                |
| Szwajcaria (Media Control AG)                          | 33                |
| Turcja (Billboard Türkiye)                             | 8                 |
| Węgry (Mahasz)                                         | 38                |
| U.S.A (Billboard)                                      | 3                 |
| UK (The Official Charts Company)                       | 18                |
| [A] UK (IFPI)                                          | 2                 |
| Zjednoczone Emiraty Arabskie (Official Singles Charts) | 4                 |

Adnotacje
- A ^ Notowanie Airplay.

## Historia wydania
| Kraj       | Data                 | Format                  |
| ---------- | -------------------- | ----------------------- |
| Australia  | 4 października 2011  | CHR, Nights, AC airplay |
| USA/Kanada | 11 października 2011 | Mainstream              |
| USA/Kanada | 31 października 2011 | Hot/Modern/AC airplay   |